# Lista de unidades federativas do Brasil por número de aposentados
Participação de aposentados e pensionistas no total da população brasileira (em % da população). Os dados comparam os índices de 1992 e 2015.
| Posição | Unidade federativa  | Aposentados e pensionistas | Aposentados e pensionistas |
| Posição | Unidade federativa  | Em 1992                    | Em 2015                    |
| ------- | ------------------- | -------------------------- | -------------------------- |
| 1       | Rio Grande do Sul   | 10,3                       | 20,4                       |
| 2       | Santa Catarina      | 8                          | 18,4                       |
| 3       | Rio de Janeiro      | 11,6                       | 16,1                       |
| 4       | Minas Gerais        | 8,8                        | 15,4                       |
| 5       | São Paulo           | 8,4                        | 14,5                       |
|         | Paraná              | 7                          | 14,5                       |
| —       | Média nacional      | 8,2                        | 14,2                       |
| 7       | Ceará               | 7,5                        | 14,1                       |
| 8       | Espírito Santo      | 7,9                        | 13,9                       |
| 9       | Pernambuco          | 8,5                        | 13,8                       |
| 10      | Alagoas             | 7,7                        | 13,4                       |
|         | Piauí               | 8,2                        | 13,4                       |
| 12      | Bahia               | 7,3                        | 13,2                       |
| 13      | Paraíba             | 10,1                       | 13,1                       |
| 14      | Rio Grande do Norte | 9,9                        | 12,9                       |
| 15      | Sergipe             | 8,5                        | 12,4                       |
| 16      | Maranhão            | 6,3                        | 12                         |
| 17      | Tocantins           | 5,1                        | 11,8                       |
| 18      | Goiás               | 6,7                        | 11,4                       |
| 19      | Mato Grosso         | 3,8                        | 11,2                       |
| 20      | Distrito Federal    | 5                          | 10,8                       |
|         | Rondônia            | 2,9                        | 10,8                       |
| 22      | Mato Grosso do Sul  | 5,4                        | 10,7                       |
| 23      | Acre                | 6,2                        | 9,4                        |
|         | Pará                | 5,4                        | 9,4                        |
| 25      | Roraima             | 3,3                        | 7,1                        |
| 26      | Amapá               | 2,5                        | 6,9                        |
| 27      | Amazonas            | 4,7                        | 6,7                        |